# Anathix immaculata
Anathix immaculata là một loài bướm đêm trong họ Noctuidae.